# Ruprecht Pullacher
Ruprecht Pullacher (auch Puellacher, Vorname Rupprecht) († 11. Juni 1563 in Sankt Joachimsthal) war ein habsburgisch-böhmischer Münzmeister, Einnehmer und königlicher Rat. Als Münzmeister war er von 1544 bis zu seinem Tod  maßgeblich an der Ausprägung der Joachimstaler  in der Bergstadt Sankt Joachimsthal im Erzgebirge beteiligt.

## Leben und Wirken
Die ersten Spuren seines Wirkens hinterließ Pullacher in Linz, wo er 1534 zum Münzmeister der Münzstätte Linz bestellt wurde, nachdem er dort bereits einige Jahre als Münzverwalter tätig war. In dieser neuen Funktion genoss er großes Vertrauen von König Ferdinand I., zumal er Verbindungen zu den Fugger hielt. 1544 wurde Pullacher nach Joachimsthal zum Nachfolger des Münzmeisters Wolfgang Roll bestellt, unterstützt durch Ferdinand I., der sich für einen außergewöhnlichen Bestallbrief einsetzte. Neben diesem Amt blieb er weiterhin Münzmeister in Linz, wo sein Bruder Wolfgang die Geschäfte bis zur Schließung der Münze verwaltete. Auch seinen Wohnsitz, den Edelsitz Weingarting, behielt er weiter.
In Joachimsthal prägte er fast 20 Jahre lang Münzen. Sein Münzzeichen war ein gezäumter Kamelkopf, der auch in seinem Wappen vorkam. Seit 1546 wiesen die Joachimsthaler Prägungen eine Jahreszahl auf. Auch in Joachimsthal war er eine hochangesehene Persönlichkeit, der auch Mathesius in seiner Sarepta mehrfach gedenkt. Auch war er Mitglied zahlreicher Kommissionen. In Bleistadt übernahm er auf Betreiben von Ferdinand I. mit Anton Rotter aus Leipzig den Erzkauf, den später sein Sohn Georg weiterführte. Nach dem Tod Pullachers übernahm sein Bruder Wolfgang auch hier kurzzeitig das Münzmeisteramt.
Pullacher war drei Mal verheiratet, am längsten mit Anna geborene Lerchenfelder aus einer Regensburger Patrizierfamilie. Er hatte fünf Söhne, von denen zwei kurz nach der Geburt starben, und zwei Töchter. Sein Sohn Georg war von 1591 bis 1596 Zehntner in Joachimsthal. Seine beiden Töchter heirateten gemeinsam in einer Doppelhochzeit am 6. November 1559 in St.Joachimsthal: Ursula vermählte sich mit Georg (Görg) Geitzkhofler von Gailenbach auf Hausheim und Most (1526–1577), Münzmeister und königlicher Einnehmer und Salome heiratete Hans Hienerkopf aus Neukirch.
Von Pullacher und seiner Familie – einschließlich den verstorbenen Personen – ist die Abbildung eines Epitaphiums sowie seines Siegels und seiner eigenhändigen Unterschrift überliefert. Beigesetzt ist er in der Spitalskirche in Joachimsthal, wo sein Grabstein als einziger direkt, aber ohne Aufschrift im Steinfußboden der Spitalskirche eingelassen ist.